# BSG Aufbau Katzhütte
Die BSG Aufbau Katzhütte war eine Betriebssportgemeinschaft (BSG) nach den DDR-Sportbestimmungen in der südthüringischen Gemeinde Katzhütte. 1953 war sie in drei Runden des DDR-Fußballpokals vertreten.

## Porträt
In der Fußballsaison 1950/51 wuchs in der Betriebssportgemeinschaft Aufbau Katzhütte eine Fußballmannschaft heran, die sich mehrere Jahre im Südthüringer Raum etablieren konnte. Die BSG Motor stieg am Saisonende in die viertklassige Bezirksklasse Südthüringen auf, wo sie sich 1951/52 für die neu geschaffene ebenfalls viertklassige Bezirksklasse Suhl qualifizierte. Gleichzeitig qualifizierte sie sich für den DDR-weiten FDGB-Fußballpokal-Wettbewerb, der ursprünglich in der Saison 1952/53 ausgetragen werden sollte. In zwei Ausscheidungsrunden mit 84 Mannschaften besiegten die Katzhütter die Viertligisten Motor Saalfeld und Einheit Rudolstadt jeweils mit 2:0. In der 1. Hauptrunde wurde Katzhütte der Erstligist BSG Einheit Ost Leipzig zugelost, dem die BSG Aufbau am 7. Juni 1953 auf eigenem Platz mit 0:3 unterlag. Damit erlebte Katzhütte die Fortsetzung des Wettbewerbs, der wegen des Volksaufstands vom 17. Juni 1953 erst im April 1954 fortgesetzt wurde, nicht mehr.

In der Bezirksklassensaison 1952/53 wies Aufbau Katzhütte ebenfalls die gestiegene Qualität nach und erkämpfte sich mit Platz zwei den Aufstieg in die Bezirksliga Bezirk Suhl. Dort reichte es 1953/54 jedoch nicht zum Klassenerhalt, bei drei punktgleichen Mannschaften hatte Katzhütte mit 41:66 das schlechteste Torverhältnis. Nach vier Spielzeiten musste die BSG Aufbau 1959 (Saison gleich Kalenderjahr) auch aus der Bezirksklasse absteigen, erreichte aber umgehend den Wiederaufstieg. 

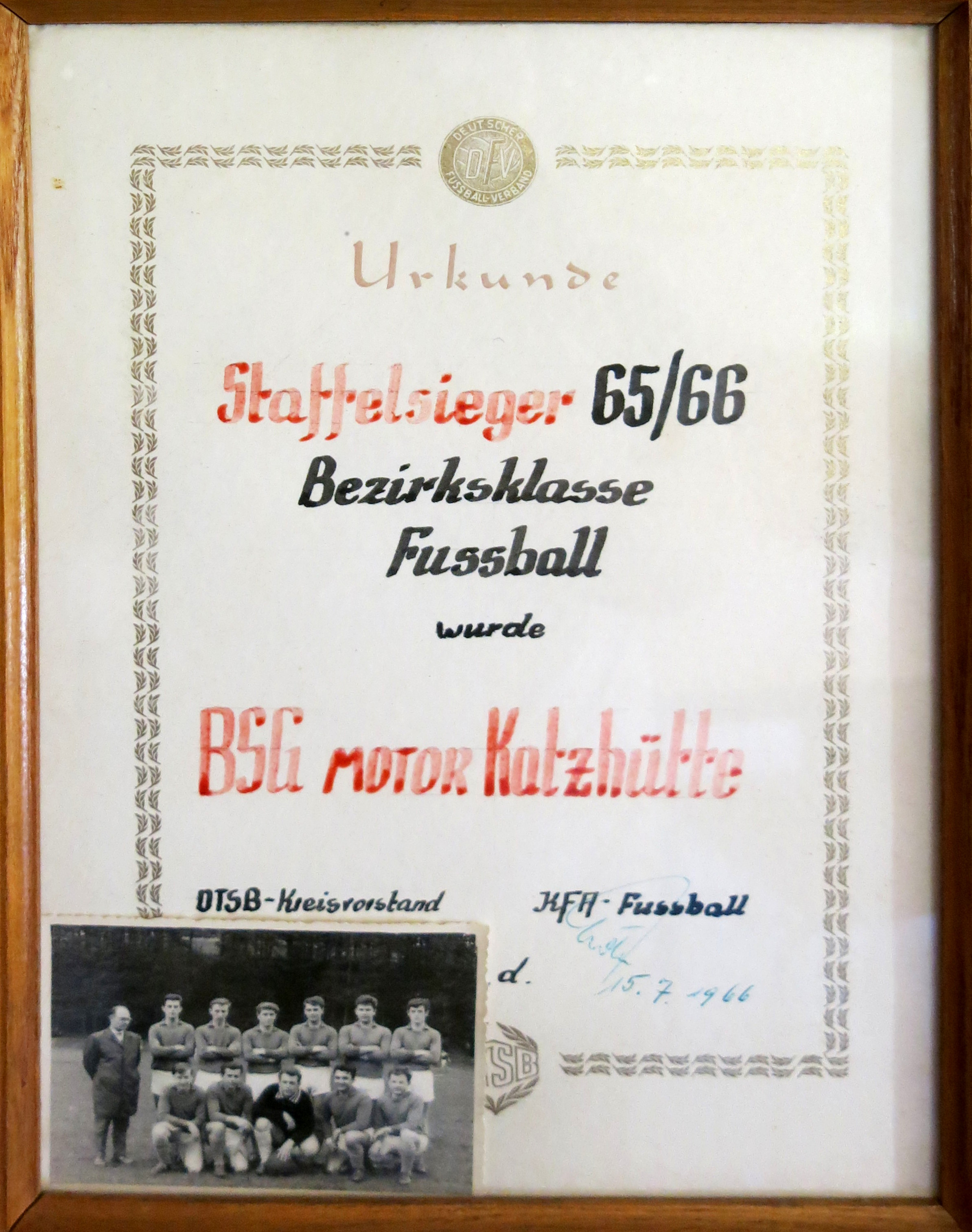
Die BSG Motor Katzhütte wurde 1965–1966 Staffelsieger in der Bezirksklasse Fußball.

Zur Saison 1961/62 fand im Bezirk Suhl eine Änderung der Ligenstruktur statt, anstelle der Bezirksklasse wurden acht Kreisklassen eingeführt, die den Status einer 5. Liga im DDR-Fußball hatten. Nach Einstellung der II. DDR-Liga rückten die Kreisklassen zur 4. Liga auf. Bis zur Saison 1965/66 spielte Katzhütte in der Kreisklasse Neuhaus am Rennweg und gewann 1964 und 1966 die Kreismeisterschaft.
1964 blieb die Mannschaft in den Aufstiegsspielen sieglos und 1966 führte die Meisterschaft lediglich zur Qualifikation für die neue viertklassige Bezirksklasse Suhl. Dort scheiterte die BSG Aufbau Katzhütte als Tabellenletzter der Staffel 1 mit nur fünf Punkten aus 26 Spielen (2-Punkte-Regelung) und einem Torverhältnis von 40:104.
Damit verabschiedete sich die BSG Aufbau endgültig aus der Bezirksebene. In den 1980er Jahren setzte die BSG Motor Katzhütte die Katzhütter Fußballtradition auf dem Level des Bezirkes Suhl fort. Sie spielte 1983/84 für eine Saison in der Bezirksliga, in den übrigen Jahren bewegte sie sich auf Bezirksklassenniveau.